# Medalla d'Ultramar
La medalla d'Ultramar (francès: médaille d'Outre-Mer) és una condecoració francesa creada el 6 de juny de 1962 canviant el nom de la medalla colonial creada per la llei de 26 de juliol de 1893. Les condicions d'atribució no han canviat, només els territoris que donen dret a l'atribució d'aquesta decoració s'han modificat amb el pas del temps.

## Atribucions
El decret n o 62-660 de 6 de juny de 1962 només canvià el nom de la medalla colonial, els principis generals d'atribució són idèntics.
La medalla es pot concedir amb o sense una agulla:
- amb agulla per als soldats que van participar en operacions en territoris la llista dels quals és determinada pel ministre de Defensa.
- sense agulla per als soldats i suboficials amb deu anys de servei efectiu i per als oficials amb quinze anys de servei efectiu i que hagin prestat servei actiu i amb distinció durant almenys sis anys als territoris que es detallen pel ministre de Defensa. Aquests territoris estan actualment enumerats pel decret de 30 de novembre de 1988:[2] Guyana, Terres australs i antàrtiques franceses, Benín, Burkina Faso, Burundi, Camerun, Comores, Congo, Costa d'Ivori, Djibouti, Gabon, Guinea Equatorial, Guinea Bissau, Mali, Madagascar, Mauritània, Mayotte, Níger, República Centreafricana, Ruanda, Senegal, Txad, Togo i Zaire.

El titular de la medalla d'ultramar amb agulla no pot reclamar la medalla a l'estranger agulla. Per contra, el posseïdor de la medalla d'Ultramar sense agulla a qui se li donaria una agulla la portaria a la cinta de la Medalla d'Ultramar que ja ostenta.

## Descripció
- Cinta : blau cel amb tres ratlles verticals blanques, una central de 7 mm i dues laterals de 2 mm .
- Medalla : obra del gravador Georges Lemaire, en plata. Un dels costats representa l'efígie de la República amb casc, encerclat amb les paraules: “République française”. El revers representa un globus terrestre situat sobre trofeus d'atributs militars amb la llegenda " Médaille d'Outre-mer "
- Agulla: en daurat i amb la inscripció, en majúscules, del territori on es va fer la campanya.

### Agulles
El ministre de Defensa estableix la llista de territoris que donen dret a la medalla a ultramar, així com els períodes a tenir en compte. Existeixen catorze agulles:
- Txad (creada el 1979): operacions del 15 de març de 1969[4] al 30 de setembre de 2014[5]
- Líban (creada el 1979): operacions des del 22 de març de 1978[6]
- Zaire (creada el 1979): operacions des del 13 de maig de 1978 a l'1 de juliol de 199.[7]
- Mauritània (creada el 1979): operacions de l'1 de novembre de 1977 a l'1 de juliol de 1990[7]
- Ormuz (creada el 1987): operacions del 30 de juliol de 1987[8] a l'1 de juliol de 1990[9]
- Orient Mitjà (creada el 1990): operacions Salamandre, Artimon, Busiris, Daguet, Méteil, Phère, Libage, Ramure, Merrain, Monuik, Aconit i Alysse des del 2 d'agost de 1990[10] i Chammal del 8 d'agost de 2014[11]
- Somàlia (creada el 1993): operacions del 7 de desembre de 1992 a l'1 de maig de 1994[12]
- Cambodja (creada el 1993): operacions del 12 de novembre de 1991 a l'1 de maig de 1994[13]
- Rwanda (creada el 1995): operacions del 22 de juny de 1994 a 30 de setembre de 1994[14]
- República Centreafricana (creada el 1999): operacions de l'1 de setembre de 1979 a l'1 de juliol de 1981,[15] a partir del 18 de maig de 1996 al 20 de febrer de 1997, del 20 de juny de 1997 a 15 d'abril de 1998 i des de llavors 3 de desembre de 2002[16]
- República del Congo (creada el 2000): operacions del 6 de juny de 1997 a 20 de juny de 1997, 13 d'octubre de 1997 a 6 de novembre de 1997, 11 d'agost de 1998 a 22 d'octubre de 1998 i 21 de gener de 1999 a 22 de juny de 2000[17]
- República de Costa d'Ivori (creada el 2003): operació Licorne entre el 19 de setembre de 2002 i la 31 de desembre de 2014 i Operació Calao des del 4 d'abril de 2004[18]
- República Democràtica del Congo (creada el 2003): operacions de la República Democràtica del Congo del 2 de juny de 2003 al 26 de setembre de 2003[19] i des del 7 de juny de 2006[20]
- Sahel (creada el 2013): operacions des de l'11 de gener de 2013[21]